# Sarah Adler

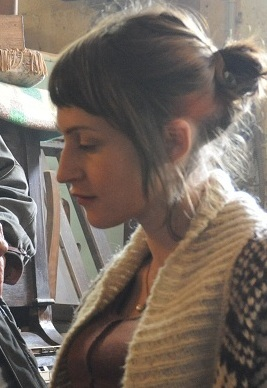
Sarah Adler, 2010

Sarah Adler (hebräisch שרה אדלר; * 18. Juni 1978 in Paris, Frankreich) ist eine französisch-israelische Schauspielerin.

## Leben
Sarah Adler wurde in Paris geboren. Nach der Scheidung ihrer Eltern lebte sie bei ihrer Mutter. Als Zehnjährige zog sie zusammen mit ihrer Mutter nach Tel Aviv. Im Alter von siebzehn Jahren ging sie zurück nach Frankreich und dann für sieben Jahre nach New York, wo sie Schauspielunterricht am Lee Strasberg Theatre and Film Institute nahm. Adler is verheiratet mit Raphaël Nadjari und hat eine Tochter. Sie lebt in Frankreich und Israel.

## Filmografie (Auswahl)
- 1999: Afraid of Everything
- 1999: Dresden
- 1999: Junk
- 2003: French Variety
- 2004: Der werfe den ersten Stein (Avanim)
- 2004: Notre Musique
- 2004: Year Zero
- 2004: Shnat Effes – Die Geschichte vom bösen Wolf (Shnat Effes)
- 2005: Nina’s House
- 2006: Marie Antoinette
- 2006–2009: Parashat Ha-Shavua (Fernsehserie, 35 Episoden)
- 2007: Jellyfish – Vom Meer getragen (Les méduses)
- 2009: Ultimatum
- 2010: Andante
- 2011: Pourquoi tu pleures?
- 2011: Good Morning Mr. Fidelman (Boker Tov Adon Fidelman)
- 2012: Aya
- 2012: A Letter from the Past
- 2013: Ana Arabia
- 2013: Anaïs
- 2013: Sukaryot
- 2013: Up the Wrong Tree
- 2014: Dawn
- 2014: Tsili
- 2014: Boreg
- 2014: Tiens-toi droite
- 2015: Aus Liebe zum Tier (La vie des bêtes, Fernsehfilm)
- 2015: Mary Higgins Clark: Mysteriöse Verbrechen – Mein Auge ruht auf dir (Collection Mary Higgins Clark, la reine du suspense; Fernsehserie, Folge: Les années perdues)
- 2016: Gerushim Meucharim (3-tlg. Miniserie)
- 2017: The Cakemaker (ha’Ofeh miBerlin)
- 2017: Foxtrot – Der Tanz des Schicksals (Foxtrot)
- 2019: Je voudrais que quelqu’un m’attende quelque part
- 2020: Mein sprechender Goldfisch (L’agent immobilier, 4-tlg. Miniserie)
- 2022: Tant que le soleil frappe
- 2023: Tel Aviv-Beyrouth (Regie: Michale Boganim)
- 2023: Geliebte Köchin (La passion de Dodin Bouffant)
- 2025: Dead Language

## Auszeichnungen (Auswahl)
- 2004: Europäischer Filmpreis für Notre Musique (Nominierung)
- 2007: Ophir Award für Jellyfish (Nominierung)
- 2018: Ophir Award für The Cakemaker